# Циагубани
Циагубани (груз. წიაღუბანი) — село в Грузии, на территории Самтредского муниципалитета края (мхаре) Имеретия.

## География
Село находится в западной части Грузии, на правом берегу реки Хевисцкали, на расстоянии 19 километров к юго-востоку от города Самтредиа, административного центра муниципалитета. Абсолютная высота — 406 метров над уровнем моря.

## Население
По результатам официальной переписи населения 2014 года, в Циагубани проживало 150 человек (69 мужчин и 81 женщина). В национальной структуре населения грузины составляли 100 %.
| Год  | Население, человек |
| ---- | ------------------ |
| 2002 | 290                |
| 2014 | ↘ 150              |